# 源藤アンリ
源藤 アンリ（げんとう アンリ、1995年〈平成7年〉3月22日 - ）は、日本の元ファッションモデル、元タレント、元グラビアアイドル。
北海道夕張市出身。2023年まではプラチナムプロダクションに所属していた。

## 経歴
北海道夕張市で生まれ、高校卒業後に上京。デビューからしばらくは、「日本一かわいいコンビニ店員」というキャッチコピーでメディアに出演していた。しかし、2019年6月26日放送の『有吉反省会』（日本テレビ）2時間スペシャルに出演した際には、実はコンビニで一度も働いたことがないことや、学歴を詐称していたことのほか、所属事務所はおろか親にも芸能活動を隠し、バレそうになると芸名を変えるため、デビューからわずか半年で7回も改名していたことも明かした。
なお、「源藤アンリ」は本名であり、『ゴッドタン』（テレビ東京）を母に見られて芸能活動がばれた時点では、「源藤アイリ」を名乗っていた。
2023年3月31日まではプラチナムプロダクションに所属していたことが確認できるが、それ以降はInstagram等の各種SNSも閉鎖しており（いずれも#外部リンクを参照）、現在の消息は不明である。

## 人物
- 趣味はビル巡り、読書、映画鑑賞、スポーツ観戦[7]。
- 特技は早着替え、回し蹴り、ピアノ、バドミントン[7]。

## 出演

### テレビ番組
- 有吉反省会2時間スペシャル（2019年6月26日、日本テレビ）
- ゴッドタン（テレビ東京） - 不定期出演
- 踊る!さんま御殿!!（2020年9月1日、日本テレビ）[7]

### CM
- pring（プリン）
- オービィ横浜
- NTT研究所 技術開発映像
- Rakutenファッション2022春夏WEB動画広告

### ミュージックビデオ
- アマネトリル「Feeling You」（2019年） - 岩井拳士朗と共演[8]

## 作品

### 書籍
- 源藤アンリ1st写真集ANRI（2020年12月7日、小学館）矢西誠二撮影 ISBN 978-4-09-682346-0

### DVD
- ビッグコミックスピリッツDVD 源藤アンリ「ANRI」（2021年3月26日、リバプール）
- 源藤アンリ 可愛いだけじゃダメ（2021年8月27日、竹書房）[9]